# Rarahu nitida
Rarahu nitida är en spindelart som beskrevs av Lucien Berland 1929. Rarahu nitida ingår i släktet Rarahu och familjen hoppspindlar. Inga underarter finns listade i Catalogue of Life.